# اچ‌ام‌اس ئی۴۹
اچ‌ام‌اس ئی۴۹ (به انگلیسی: HMS E49) یک زیردریایی بود که طول آن ۱۸۱ فوت (۵۵ متر) بود. این زیردریایی در سال ۱۹۱۶ ساخته شد.این یک زیر دریایی کلاس E میباشد که توسط شرکت سوان والتر برای نیروی دریایی انگلستان ساخته شد.این زیر دریای بوسیله مین های دریایی که توسط نیروهای آلمانی در سال ۱۹۱۷ جاگزاری شده بود در نزدیکی جزیره شتلند منهدم و در عمق ۲۹متری قعر دریا آرمیده است.